# صالح الكواز
صالح بن مهدي بن حمزة الشّمري الشهير بـالكواز (1817 - نوفمبر 1873) (1233 - شوال 1290) شاعر عراقي من أهل القرن التاسع عشر الميلادي. ولد في الحلة ونشأ بها، وزاول مهنة أبيه، بيع الأواني الخزفية - الكِوازة- إلّا أن موهبة الشعر الكامنة فيه أبت إلّا أن تظهر، فقرأ كتب الأدب واللغة، واختلف إلى مجالس شعراء الحلة، وكان يستظهر ما يروونه من شعر وأدب، ثمّ بدأ يقرض الشعر، فأجاد. وصف شعره سهلاً بسيط الألفاظ، تكتنفه روح الدعابة والفكاهة. توفي في الحلة ودفن في النجف. له ديوان شعر من جزأين. 

## عن حياته
الشيخ صالح الكواز هو أبو المهدي بن الحاج حمزة عربي المحتد يرجع في الاصل إلى قبيلة ( الخضيرات ) إحدى عشائر شمر المعروفة في نجد والعراق ، ولد سنة 1233 وتوفي في شوال سنة 1290 فيكون عمره 57 سنة ودفن في النجف. كان على جانب عظيم من الفضل والتضلع في علمي النحو والأدب بخلاف أخيه الأصغر الشيخ حمادي الكواز الذي كان أميا والذي كان ينظم على الذوق والسليقة، اما الشيخ صالح فمن عدة نواحي كان يمتاز على أقرانه وأدباء عصره، كان خفيف شعر العارضين أسمر اللون، يتعاطى مهنة أبيه وهي بيع ( الكيزان ) والجرار والأواني الخزفية ولذلك اشتهر بالكواز، ومع رقة حاله وضعف ذات يده يترفع عن التكسب بشعره، روى الخطيب اليعقوبي ; قال : طلب أحد ذوي الجاه من الشيخ صالح الكواز أن ينظم له أبياتا في رثاء أبيه ويؤرخ فيها عام وفاته لتنقش على صخرة في مقبرة ( مشهد الشمس ) وبذل له على ذلك بتوسط أحد أصدقائه ما يقارب الأربعين ليرة عثمانية فامتنع لعزة نفسه.
وكان يجمع بين الرقة والظرافة والنسك والورع والتقى والصلاح ويأتم به الناس في الصلاة في أحد مساجد الجباويين بالقرب من مرقد أبي الفضائل ابن طاووس وللناس أتم وثوق في الائتمام به، والشيخ صالح هو الشاعر الوحيد الذي يكثر من التصريح والتلميح إلى الحوادث التاريخية في شعره حيث كان على جانب عظيم من الفضل والتضلع في التاريخ والأدب، وقد درس النحو والصرف والمنطق والمعاني والبيان على خاله الشيخ علي العذاري والشيخ حسن الفلوجي والسيد مهدي السيد داود، وقد تخرج في الفقه وعلوم الدين على العلامة السيد مهدي القزويني لذا نجد في ثنايا أشعاره ما يستدل على فضله كقوله على اصطلاح أهل المنطق :
رثاه جملة من فطاحل الشعر والأدب وفي مقدمتهم الشاعر الشهير السيد حيدر الحلي بقصيدة مثبتة في ديوانه المطبوع وأولها :
أعقب المترجم له ثلاثة أولاد : هم الشيخ مهدي والشيخ عبد الله وعبد الحسين وان الولد الثالث أصغر اخوته وقد وكل أبوه أمر تربيته وتهذيبه وتعليمه القرآن للمرحوم الشيخ محمد الملا الذي كانت تلاميذه تجتمع إليه في جامع ملاصق لداره، وصادف أن تأخر ابن الكواز عن الحضور لمرض طرأ عليه، فكتب أبوه الكواز للمؤدب رقعة وأرسلها مع الولد وهذا نصها :
كان عبدك مريضا وليس على المريض حرج، وهذا تكليف رفعه الله عنه فارفع تكليفك عنه، وضع العفو مكان العصا. فأجابه الشيخ الملا وذلك سنة 1285 :

## شعره
سئل الحاج جواد بذقت ـ أبرع شعراء كربلاء المشهورين في عصر الكواز ـ عن أشعر من رثى الحسين بن علي 7 ، فقال أشعرهم من شبه الحسين بنبيين من أولى العزم في بيت واحد وهو الشيخ صالح الكواز بقوله :
ان المحافل الحسينية ترتاح وتطرب لشعر الكواز وله المكانة المرموقة في الأوساط الأدبية والدينية لما أودع فيه من الفن والصناعة والوقائع التاريخية الذي قل من جاراه فيها من أدباء عصره مضافا إلى ما فيه من رصانة التركيب والنظم العجيب والرقة والسلاسة والدقة في المعاني والإبداع في التصوير واليك بعض الشواهد على ذلك من قصائده المتفرقة :
وتحتوي هذه القصيدة على 40 بيتا ولم يخل بيت واحد منها من إشارة إلى قصة تاريخية أو نكتة بديعية أو صناعة بيانية أو أدبية. ويقول في أخرى :
ومن أخرى في شهداء كربلاء :

## قصيدته النونية
وهي من أشهر قصائد الكواز وافضلها نظما وبلاغة، قافيتها النون لذلك تسمى بالنونية وموضوع القصيدة مصيبة فاطمة الزهراء عليها السلام وظلامتها بعد وفاة الرسول صلى الله عليه وآله وسلم، من اتباع السقيفة وما حصل من انقلاب على علي عليه السلام.
يقول فيها :